# استاریل پالمیتیل تارترات
استاریل پالمیتیل تارترات (به انگلیسی: Stearyl palmityl tartrate) با فرمول شیمیایی C۴۰H۷۴O۶ to C۳۸H۷۸O۶ یک ترکیب شیمیایی است. که جرم مولی آن ۶۲۷ g/mol می‌باشد. 